# Puccinellia porsildii
Puccinellia porsildii är en gräsart som beskrevs av Thorwald Thorvald Julius Sørensen. Puccinellia porsildii ingår i släktet saltgrässläktet, och familjen gräs. Inga underarter finns listade i Catalogue of Life.